# Nagykanizsai Olajbányász
A Nagykanizsai Olajbányász SE, egy már megszűnt nagykanizsai csapat. A klubot 1945-ben alapították és összesen 4 alkalommal szerepelt a legmagasabb osztályban egészen a 2002-es megszűnéséig.

## Története
A klubot 1945-ben alapították Nagykanizsán. Az első pár év eredményesen indult az új klub életében, évenként lépett előre egy-egy osztályt. 1949-ben jutott fel először a legmagasabb osztályba, de nem sikerült a bent maradás. Az ezt követő 20 évben a klub ingázott a másod és a negyedik osztály között. A 70-es évek közepétől stabil NB II-es csapatnak számított,majd az 1993-94-es szezonban megnyerte azt és így másodszor szerepelhetett a legmagasabb osztályban. A bent maradás megint nem sikerült a csapatnak. Négy évnyi másodosztály után újra sikerült feljutni a legmagasabb osztályba, ahol az első szezonban bent is tudott maradni a csapat. A 2000-es kvalifikációs bajnokságban azonban utolsó helyezett lett és búcsúzott az élvonaltól. A következő idényben a másodosztályban is utolsó lett az együttes és meg is szűnt végleg, illetve egyesült a Nagykanizsai Vasutas Torna Egyesülettel 

## Eredmények

### Élvonalbeli bajnoki szereplések
A csapat 4 alkalommal szerepelt az élvonalban 1949 és 2000 között.
- Magyar labdarúgó-bajnokság (1949–2000)

| Idény   | Helyezés | Idény   | Helyezés | Idény   | Helyezés | Idény | Helyezés |
| ------- | -------- | ------- | -------- | ------- | -------- | ----- | -------- |
| 1949-50 | 14. hely | 1994-95 | 15. hely | 1999-00 | 14. hely | 2000  | 8. hely  |

## Híres játékosok
* a félkövérrel írt játékosok rendelkeznek felnőtt válogatottsággal.
- Almir Filipovic
- Stefan Toleski
- Cătălin Azoiței
- Daniel Usvat
- Dragan Crnomarkovic
- Farkas József
- Józsi György
- Kajdy György
- Kerekes Zsombor
- Szedlacsek István
- Tamás István
- Vlaszák Géza
- Zahorecz Krisztián